# Ga-Jol

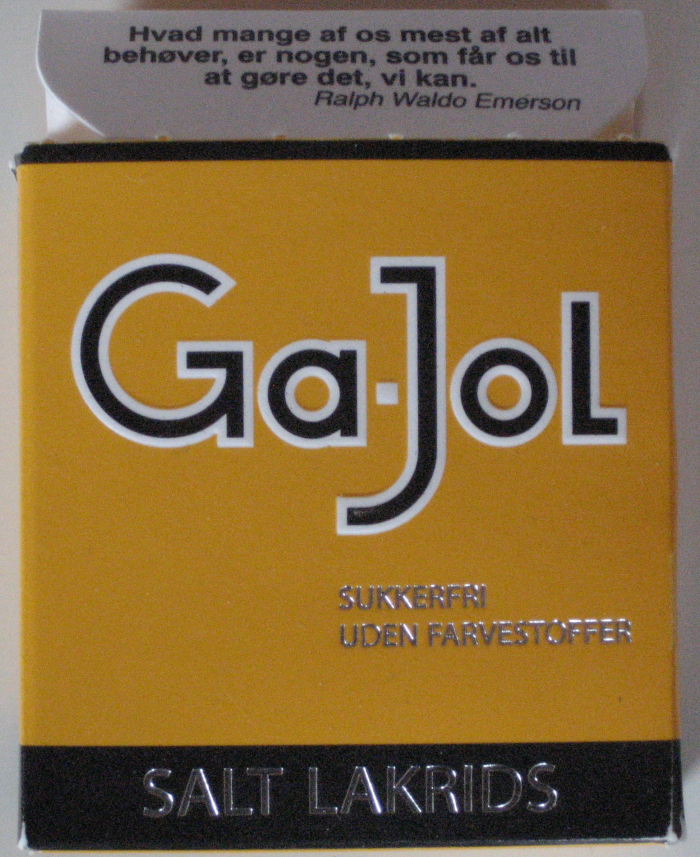
Eine Packung Ga-Jol-Lakritzpastillen

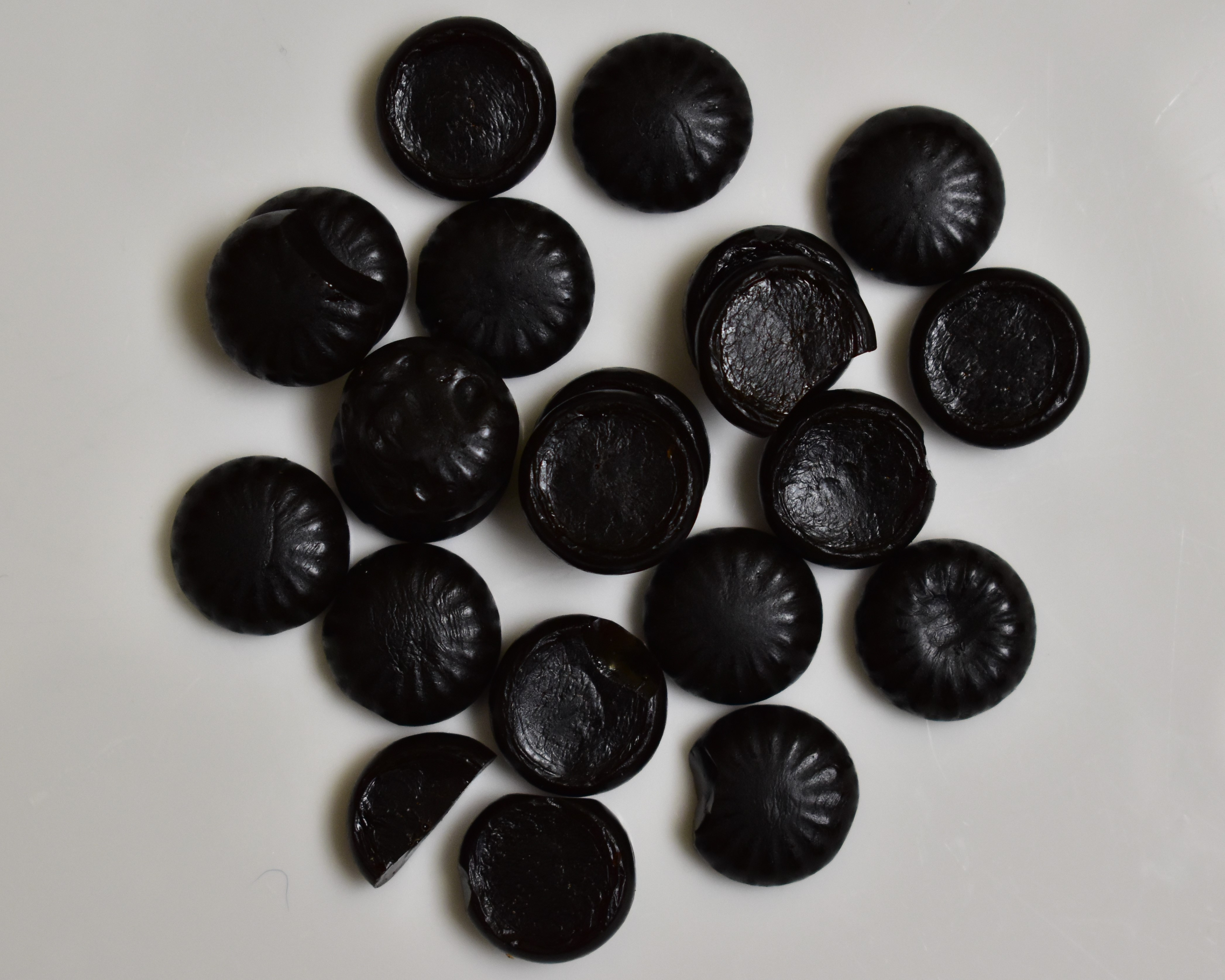
Ga-Jol-Lakritzpastillen „Ren Lakrids“

Ga-Jol ist eine dänische Lakritz-Marke und Abkürzung für den Hersteller Galle & Jessen.
Ga-Jol-Lakritzpastillen werden seit 1933 angeboten und sind in Dänemark sehr bekannt.

## Produkte
Ga-Jol gibt es in vielen Geschmacksrichtungen. Ga-Jol ist auch eine Marke von Kaugummi, Schokolade und Spirituosen. Typisch für Ga-Jol-Packungen ist jeweils ein Zitat einer oft bedeutenden historischen Person auf der Innenseite des Deckels.

## Trivia
In Deutschland wurde Ga-Jol in den 1980er Jahren einem größeren Publikum durch den Werner-Comic Werner – eiskalt bekannt, der damals dauerhaft in den Bestsellerlisten war. In einer Geschichte war Werner mit seinem Kumpel Maxe für einen Kurzurlaub nach Dänemark gefahren. Nachdem die beiden dort gegenüber einigen Dingen mit „goil, do“ (hochdeutsch: geil, Du) oder „jo, goil“ (ja, geil) ihr Wohlgefallen bekundet hatten, bot Werner Maxe eine dänische Spezialität an: Ga-Jol-Lakritzpastillen, die dieser mit „Gajol, do“ ebenfalls positiv bewertete.